# Otto Warburg (botaniker)
Otto Warburg, född den 20 juli 1859 i Hamburg, död den 10 januari 1938 i Berlin, var en tysk botanist. Han var avlägsen släkting till sin namne Nobelpristagaren.
Warburg blev docent vid universitetet i Berlin 1891, lärare i tropisk växtkännedom vid dess orientaliska seminarium och sedan professor i botanik vid samma universitet, företrädesvis som representant för kolonisation och nyttoväxtkännedom. Warburg företog 1885–1889 resor i södra och östra Asien, och hans författarskap berör huvudsakligen tropikernas nyttoväxtproduktion, såsom Die Muskatnuss, ihre Geschichte, Botanik, Kultur, Handel, Verwertung (1897), Monographie der Myristicaceen (samma år), Die Kautschukpflanzen und ihre Kultur (1900), samt många artiklar i Der Tropenpflanzer. Av utpräglat deskriptivt innehåll är Monsunia. Beiträge zur Kenntniss der Vegetation des süd- und ostasiatischen Monsungebietes (1900) och Pandanaceæ (i Englers Pflanzenreich, samma år). Warburg författade även det rikt illustrerade verket Die Pflanzenwelt (2 delar, 1913, 1916) och uppsatte 1897 samt utgav till och med 1921 jämte Ferdinand Wohltmann tidskriften Der Tropenpflanzer.
Auktorsnamnet Warb. kan användas för Otto Warburg (botaniker) i samband med ett vetenskapligt namn inom botaniken; se Wikipediaartiklar som länkar till auktorsnamnet.